# 普拉多转盘站
普拉多转盘站是法国东南部城市马赛的一个地铁车站，位于马赛地铁2号线上。

## 站名
"普拉多"（Prado）是马赛南部的一条重要街道。

## 位置
普拉多转盘站位于马赛市区东南部的圣吉耶街区，属于8区。车站大致呈南北走向，是一个地下车站，有自动扶梯连接地面。
普拉多转盘站是距离马赛足球俱乐部主场韦洛德罗姆球场最近的地铁车站。

## 设施
普拉多转盘站站内设有自动售票机及无障碍设施。

## 站台设置
| 东↑ |      |                            |
|     | 侧式 |                            |
|     |      | 热兹站方向←                |
|     |      | 圣玛格丽特-德罗梅勒站方向→ |
|     | 侧式 |                            |
| 西↓ |      |                            |

## 配套交通

### 城市公共交通
| 普拉多转盘站附近的公共交通线路 |            |          |
| 公交车站名称                   | 位置       | 停靠线路 |
| 地铁普拉多转盘站               | 地铁站附近 |          |
| 1.                             |            |          |

此外，当地铁线路发生故障或施工时，马赛交通局可能提供临时摆渡车。

### 社会车辆
普拉多转盘站附近设有P+R停车场。

## 临近车站
| 普拉多转盘站（Rond-Point du Prado） |               |                               |
| 上行车站                            | 线路          | 下行车站                      |
| 佩里耶站 980m←                      | 马赛地铁2号线 | 圣玛格丽特-德罗梅勒站 → 1100m |
| - 本表仅显示运营中的线路及车站      |               |                               |